# كأس رابطة الأندية الإنجليزية المحترفة 1980–81
كأس رابطة الأندية الإنجليزية المحترفة 1980–81 (بالإنجليزية: 1980–81 Football League Cup)‏ هو موسم من كأس رابطة الأندية الإنجليزية المحترفة. كان عدد الأندية المشاركة فيه 92، وفاز فيه نادي ليفربول.